# Herb Dobrzycy
Herb Dobrzycy – jeden z symboli miasta Dobrzyca i gminy Dobrzyca w postaci herbu.

## Wygląd i symbolika
Herb przedstawia biały zdwojony krzyż na czerwonej tarczy.
biały krzyż jerozolimski nawiązuje do rycerstwa polskiego oraz krucjat.

## Historia

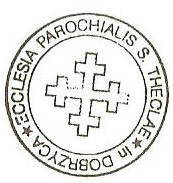
Herb na pieczęci parafii

Lokacja miasta (na prawie magdeburskim) nastąpiła prawdopodobnie przed rokiem 1440. Dziś przyjmuje się, że prawa miejskie i herb otrzymała 16 maja 1440 od króla Władysława, zwanego później Warneńczykiem.
Wizerunek herbowy nie był umieszczony na żadnym z budynków w Dobrzycy. Przypuszcza się jedynie, że znajdował się on wewnątrz gmachu starego Ratusza Miejskiego, który spłonął w czasie wielkiego pożaru miasta 29 października 1777 r. Zachował się jednak na rycinach z lat: 1591, 1787, 1920 i 1933, na których wizerunek herbu jako taki przetrwał bez zmian, z tym, że w różnych okresach historycznych różna była tarcza herbowa. Herb widnieje też od dawna na okrągłej pieczęci kościoła parafialnego obwiedziony napisem po łacinie Ecclesia Parochialis S. Theclae in Dobrzyca.
Herb miasta funkcjonował formalnie do 1934 roku kiedy to Dobrzyca została na 80 lat pozbawiona praw miejskich. Pozostawał jednak zawsze w pamięci mieszkańców jako symbol tej miejscowości. Dlatego też gdy pojawiła się taka możliwość po przemianach ustrojowych w Polsce w 1990 r. reaktywowany został jako herb gminy Dobrzyca. 

## Wykorzystanie

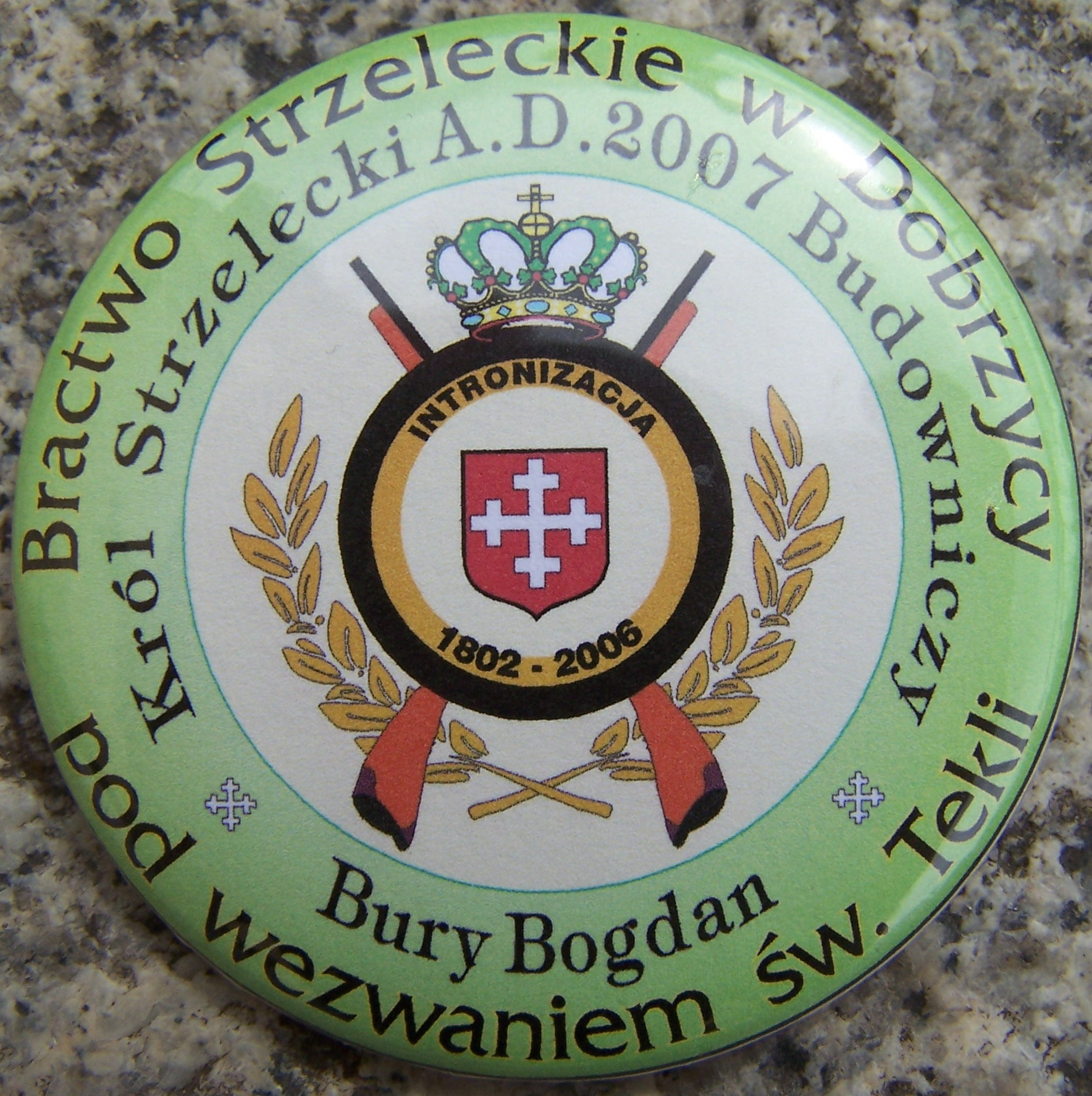
Plakietka Bractwa Strzeleckiego z Herbem

Prócz funkcji herbu gminy jest również używany jako logo. 
Używany jest on również jako znak nagłówkowy lokalnego pisma „Notatki Dobrzyckie”, na samochodach i sztandarach Ochotniczej Straży Pożarnej oraz na witrynie internetowej gminy. Znajduje się on także na okrągłej pieczęci kościoła parafialnego oraz jest jednym z symboli Bractwa Strzeleckiego.

## Legenda
Z herbem Dobrzycy łączą się dwie legendy. Pierwsza mówi o tym, że gdy król Władysław Jagiełło zwoływał pospolite ruszenie na wojnę z zakonem krzyżackim, wtedy to z Dobrzycy na ową wyprawę wybrało się czterech braci. Wszyscy oni zginęli w czasie bitwy pod Grunwaldem 15 lipca 1410 r. W momencie, gdy dziedzic Dobrzycy Tumlin uzyskał od króla prawa miejskie dla Dobrzycy, zastanawiano się nad herbem dla tego miasta. Wtedy dziedzic opowiedział królowi o tych ochotnikach, którzy polegli w bitwie grunwaldzkiej i dla upamiętnienia tego wydarzenia herbem uczyniono znak składający się z czterech krzyży. Jakoby echem tego faktu jest herb umieszczony na sztandarze Bractwa Strzeleckiego z 1802 r., gdzie cztery krzyże umieszczone są pośrodku pola herbowego. Obecnie sztandar jest własnością Bractwa Strzeleckiego i znajduje się w Muzeum Ziemiaństwa w Dobrzycy.
Druga legenda wiąże się z jednym z dziedziców dobrzyckich. Mówi ona, że któryś z nich brał udział w wyprawach krzyżowych, stąd też na pamiątkę uczestnictwa w krucjatach w herbie umieszczono krzyż jerozolimski.